# Fuego gris (álbum)
Fuego gris es el decimoprimer álbum de estudio como solista del músico argentino Luis Alberto Spinetta y 24º en el que tiene participación decisiva. Fue concebido como banda de sonido de la película argentina homónima, estrenada al año siguiente y dirigida por Pablo César, quien la definió como "drama-rock".
Fue grabado en el estudio personal de Spinetta que por entonces se llamaba Cintacalma, entre octubre de 1992 y enero de 1993 y lanzado en 1993. Fue editado simultáneamente en dos formatos (casete y CD). En algunos temas Spinetta fue acompañado por Jota Morelli en batería (1, 8, 10, 11 y 12), Machi Rufino en bajo (8 y 11) y Claudio Cardone en teclados (1, 5, 11 y 12).

## Contexto
Spinetta venía de tres álbumes de estudio sucesivos premiados como los mejores del año (Téster de violencia en 1988, Don Lucero en 1989 y Pelusón of milk en 1991). En 1991 y 1992 Spinetta se apartó relativamente de los músicos de su banda y se refugió en el espacio privado de su familia. A fines de 1990 su esposa Patricia había quedado embarazada de Vera y tanto su embarazo como su nacimiento fue un acontecimiento vivido personalmente por todos los miembros de la familia. En ese contexto Spinetta compuso y grabó en el estudio de su casa (Cintacalma) Pelusón of milk, un título que remite directamente a esa situación y al año siguiente Fuego gris, una obra que también trata de la introspección.
El mundo comenzaba a transitar los primeros años de la década del '90, caracterizada por una mayor valoración social de lo privado -incluyendo el proceso de privatizaciones-, la riqueza y la fama, impulsada por un gran desarrollo de los medios de comunicación.
Argentina vivía los primeros años de lo que se denominó el menemismo, que luego de terminar con largos años de alta inflación con el Plan de Convertibilidad, inauguró un fenómeno conocido como farandulización de la política, en la que aparecían estrechamente vinculados los negocios privados, los políticos y las figuras famosas de la televisión y el deporte.

## El álbum
Fuego gris fue compuesto y grabado al año siguiente de Pelusón of milk, un álbum instrospectivo y realizado de manera muy solitaria, características que se repiten en el mismo, al punto de haber sido considerado la parte II de Pelusón....
Tiene una característica única en la obra de Spinetta: es una parte central de una obra cinematográfica-musical diseñada por otra persona. Habitualmente definida como "banda sonora" de una película, Fuego gris excede ampliamente esa caracterización, porque integra una unidad conceptual a la manera de una gran metáfora, donde la poesía de Spinetta y la secuencia de sus canciones, dan significación a las imágenes y al drama interior de la protagonista.
La obra fue diseñada originalmente por Pablo César y Gustavo Viau, y desde un inicio fue concebida como una obra cinematográfica-musical sin diálogos, cuya música y poesía debía ser compuesta por Spinetta. Estrenada al año siguiente de lanzado el álbum, la película estuvo pocos días en cartel y sólo después de su muerte ha sido exhibida nuevamente, generando una revalorización tanto de este temprano largometraje de un director inclasificable como Pablo César que se ha ganado un amplio respeto internacional, como de la obra poética-musical compuesta por Spinetta para la misma.
El álbum y sus canciones se encuentran entre las menos difundidas de la obra spinetteana. Spinetta mismo no hizo casi ninguna referencia explícita a Fuego gris, ni incluyó ninguna de sus canciones en el histórico concierto Spinetta y las Bandas Eternas de 2009.
Al analizar la obra de Spinetta en los años 80, en el número especial de la revista La Mano de 2006 dedicada al músico, Sergio Marchi lo considera un "hermoso álbum posterior" del período. Martín Zariello, por su parte, lo considera una de las "obras maestras" de Spinetta y lo analiza extensamente:

Injustamente olvidado, creo que Fuego Gris (1993) es la última obra maestra de Spinetta. Y es más: en mi podio personal lo ubico junto a Artaud (73’) y Kamikaze (82’). Esto contradice las consideraciones del universo spinettoide que suele hablar de Fuego Gris como una continuación fallida de Peluson of milk (91’). Es verdad que el modo es el mismo (el lenguaje utilizado es similar y Spinetta es solista en el sentido literal del término: casi no hay invitados), pero Fuego Gris lo supera o, si se quiere, es una parte II a su nivel. O quizás sea que se menosprecia Fuego Gris por ser la banda sonora de la película homónima, un trabajo subsidiario que, de alguna manera, Spinetta no concibió espontáneamente. Vaya uno a saber. La cuestión es que en el recital de las Bandas Eternas no se tocó ningún tema y en el legendario especial de la revista La Mano (abril 2006) se ubica al disco entre los 5 que nadie escucha, junto a Only Love can sustain y Camalotus. “Nadie sabe que existe”, se afirma, sin mayores argumentos (P. 87).
Martín Zariello

### Título
El título del álbum es el mismo título de la película, elegido por sus guionistas Pablo César y Gustavo Viau. La expresión "fuego gris" puede encontrarse en el folklore de las culturas africanas -especialmente yoruba-, una temática hacia la cual César orientó su obra cinematográfica.

### Tapa
La tapa del álbum es el mismo afiche con que se difundió la película, realizado por Ciruelo, un dibujante muy conocido por sus obras fantásticas sobre dragones. El dibujo ilustra una especie de volcán en plena erupción, del que sale un rayo de luz vertical, recortado sobre un fondo en el que se ve la silueta de una ciudad y un gran cielo azul-grisáceo.
La contratapa es una foto de Spinetta tomada por Dylan Martí en la que el músico aparece pensativo, con su cabeza apoyada sobre su mano derecha. En el interior hay otra foto tomada por Martí, en la que Spinetta aparece con la misma ropa y sus dos dedos índice apoyados en las sienes.
El álbum incluye también un cuadernillo con las letras de todas las canciones, en el que aparecen fotografías de la película.

### Contenido
Las diecisiete canciones del álbum siguen el derrotero de una adolescente sin nombre a la que Spinetta bautizó Milita, que vive en un mundo de violencia y desamparo, donde el diálogo y la comunicación entre las personas no existe. Milita ha sufrido el abuso de su violento padre y la locura de su madre. Al no poder entrar al recital de su héroe roquero Kakón el Griego -kakón en griego significa "mal bello"-, personaje que debía interpretar Spinetta y finalmente no pudo hacerlo, cae a las cloacas de la ciudad, donde se encuentra con un mundo onírico de monstruos y horrores, en el que debe buscar un sentido para su vida, en una suerte de "escape hacia el alma", como se titula la primera canción. El alma es precisamente uno de los conceptos a los que Spinetta más recurre en la poesía del álbum, fortaleciéndola con nociones de las filosofías orientales como el nirvana y lo zen.

Quiero llegar,
y ya no solo caer,
entre las iras de Dios,
y la maldad,
de tantos hombres,
gente sin luz
Alguien me hirió ya,
algo más me hirió
y luego otro también,
y me quedé super herido,
nadie me oyó
Llámenme
que alguien pregunte por mí...
Debo llegar hacia las manos de alguien
que sepa de mi alma.
Parado en la sentina

Martín Zariello dice que Fuego Gris parece hablar del instante en el que el dolor deja paso a la nada".

## Lista de temas
Todos los temas fueron compuestos y ejecutados por Luis Alberto Spinetta.
1. Escape hacia el alma (3:48)
2. Yo no puedo dar sombra (3:40)
3. Nirvana mañana (4:00)
4. Verde bosque (5:55)
5. Preciosa dama azul (2:42)
6. Tocando sin sentir (3:29)
7. Parado en la sentina (3:49)
8. Cadalso temporal (4:04)
9. Penumbra (2:24)
10. Feroz canción (1:52)
11. Dedos de mimbre (4:43)
12. Trampaluz (5:36)
13. Caspa tropical (4:12)
14. Oh! Doctor (2:24)
15. Flecha zen (4:26)
16. Cordón de perfume (2:12)
17. Norte de nada (6:41)

## Músicos
- Luis Alberto Spinetta: programación, sampler, guitarras acústica, eléctrica y sinte, bajo Yamaha de 5 cuerdas, teclados y voz.

Músicos invitados:
- Jota Morelli: batería.
- Machi Rufino: bajo.
- Claudio Cardone: teclados, piano, órgano y cuerdas.